# UEFA Champions League finalen 2022
UEFA Champions League finalen 2022 var en fodboldkamp der blev spillet 28. maj 2022. Kampen blev spillet mellem Liverpool F.C. og Real Madrid C.F.. Kampen blev afviklet på Stade de France, i Paris i Frankrig. Den var kulminationen på den 67. sæson i Europas fineste klubturnering for hold arrangeret af UEFA, og den 30. finale siden turneringen skiftede navn fra European Champion Clubs' Cup til UEFA Champions League.
2022-finalen var oprindeligt planlagt til at blive spillet på Krestovsky Stadium i Sankt Petersborg, Rusland, men på grund af Ruslands invasion af Ukraine 2022 valgte man at flytte kampen til Stade de France, i Paris.